# Liste der Kulturdenkmale in Schwartbuck
In der Liste der Kulturdenkmale in Schwartbuck sind alle Kulturdenkmale der schleswig-holsteinischen Gemeinde Schwartbuck (Kreis Plön) und ihrer Ortsteile aufgelistet (Stand: 10. März 2025).

## Legende
In den Spalten befinden sich folgende Informationen:
- Objekt-ID: die Nummer des Kulturdenkmales
- Lage: die Adresse des Kulturdenkmales und die geographischen Koordinaten. Kartenansicht, um Koordinaten zu setzen. In der Kartenansicht sind Kulturdenkmale ohne Koordinaten mit einem roten Marker dargestellt und können in der Karte gesetzt werden. Kulturdenkmale ohne Bild sind mit einem blauen Marker gekennzeichnet, Kulturdenkmale mit Bild mit einem grünen Marker.
- Offizielle Bezeichnung: Bezeichnung des Kulturdenkmales
- Beschreibung: die Beschreibung des Kulturdenkmales
- Bild: ein Bild des Kulturdenkmales

## Bauliche Anlagen
| Objekt-ID      | Lage                                         | Offizielle Bezeichnung          | Beschreibung | Bild |
| -------------- | -------------------------------------------- | ------------------------------- | --- | ---- |
| 4710           | Langenreben 8 (54° 21′ 33″ N, 10° 28′ 35″ O) | Kate                            | Fachwerkbau mit reetgedecktem Walmdach und Vorschauer - Begründung: geschichtlich, Kulturlandschaft prägend - Schutzumfang: gesamtes Objekt - Denkmaltyp: Bauliche Anlage                 | BW   |
| 1066 Wikidata  | Schmoel 1 (54° 22′ 59″ N, 10° 27′ 33″ O)     | Gut Schmoel: Gutshaus           | Alteintragung (Aktualisierung vorgesehen) - Begründung: Alteintragung (Aktualisierung vorgesehen) - Schutzumfang: Alteintragung (Aktualisierung vorgesehen) - Denkmaltyp: Bauliche Anlage | BW   |
| 1067 Wikidata  | Schmoel 1 (54° 22′ 52″ N, 10° 27′ 41″ O)     | Gut Schmoel: Torhaus            | Alteintragung (Aktualisierung vorgesehen) - Begründung: Alteintragung (Aktualisierung vorgesehen) - Schutzumfang: Alteintragung (Aktualisierung vorgesehen) - Denkmaltyp: Bauliche Anlage | BW   |
| 1068 Wikidata  | Schmoel 1 (54° 22′ 51″ N, 10° 27′ 42″ O)     | Gut Schmoel: westl. Brückenhaus | Alteintragung (Aktualisierung vorgesehen) - Begründung: Alteintragung (Aktualisierung vorgesehen) - Schutzumfang: Alteintragung (Aktualisierung vorgesehen) - Denkmaltyp: Bauliche Anlage | BW   |
| 4702 Wikidata  | Schmoel 1 (54° 22′ 51″ N, 10° 27′ 42″ O)     | Gut Schmoel: östl. Brückenhaus  | Alteintragung (Aktualisierung vorgesehen) - Begründung: Alteintragung (Aktualisierung vorgesehen) - Schutzumfang: Alteintragung (Aktualisierung vorgesehen) - Denkmaltyp: Bauliche Anlage | BW   |
| 2619 Wikidata  | Schmoel 1 (54° 22′ 54″ N, 10° 27′ 38″ O)     | Gut Schmoel: Weizenscheune      | Alteintragung (Aktualisierung vorgesehen) - Begründung: Alteintragung (Aktualisierung vorgesehen) - Schutzumfang: Alteintragung (Aktualisierung vorgesehen) - Denkmaltyp: Bauliche Anlage | BW   |
| 4704 Wikidata  | Schmoel 1 (54° 22′ 54″ N, 10° 27′ 41″ O)     | Gut Schmoel: Haferscheune       | Alteintragung (Aktualisierung vorgesehen) - Begründung: Alteintragung (Aktualisierung vorgesehen) - Schutzumfang: Alteintragung (Aktualisierung vorgesehen) - Denkmaltyp: Bauliche Anlage | BW   |
| 23163 Wikidata | Schmoel 1 (54° 22′ 59″ N, 10° 27′ 33″ O)     | Gut Schmoel: Gärtnerhaus        | Alteintragung (Aktualisierung vorgesehen) - Begründung: Alteintragung (Aktualisierung vorgesehen) - Schutzumfang: Alteintragung (Aktualisierung vorgesehen) - Denkmaltyp: Bauliche Anlage | BW   |

## Quelle
- Liste der Kulturdenkmale in Schleswig-Holstein – Kreis Plön (PDF)

- Karte mit allen Koordinaten:
- OSM |
- WikiMap